# Markus Zberg
Pour les articles homonymes, voir Zberg.
Markus Zberg, né le 27 juin 1974 à Silenen, est un coureur cycliste suisse, professionnel de 1996 à 2009. En 1999, il termine deuxième du championnat du monde sur route à Vérone.

## Biographie
Il est le jeune frère de Beat Zberg. Professionnel depuis 1996, c'est un coureur doté d'une belle pointe de vitesse mais qui est surtout un très bon coureur de classique. Il a obtenu plusieurs places d'honneurs sur de grandes classiques mais n'en a jamais remporté, devant jouer un rôle d'équipier pour Michael Boogerd chez Rabobank et puis pour Davide Rebellin chez Gerolsteiner. Il a mis un terme à sa carrière à la suite d'une grave chute.

## Palmarès

### Coureur amateur
- 1990
  - Prix des Vins Henri Valloton débutants
- 1991
  -  Champion de Suisse sur route juniors
  - 2e du championnat de Suisse de l'omnium juniors
  -  Médaillé de bronze au championnat du monde de course aux points juniors
- 1992
  -  Champion de Suisse sur route juniors
  -  Champion de Suisse de la montagne juniors
  -  Champion de Suisse de cyclo-cross juniors
  - Prix des Vins Henri Valloton juniors
  - 3e du championnat de Suisse de l'omnium juniors
  - 5e du championnat du monde sur route juniors
  - 8e du championnat du monde de cyclo-cross juniors
- 1993
  - Silenen-Amsteg-Bristen
  - Grand Prix de Chiasso
- 1994
  - Annemasse-Bellegarde et retour
  - Silenen-Amsteg-Bristen
- 1995
  - Grand Prix Osterhas
  - Tour du Canton de Genève
  - 1re étape du Tour de Normandie
  - Grand Prix des Marronniers
  - 3e du Championnat de Zurich amateurs

### Coureur professionnel
| - 1996 - 5e étape du Grand Prix Guillaume Tell - 1997 - Silenen-Amsteg-Bristen - 7e étape du Tour de Pologne - 1998 - 6e étape de la Semaine cycliste bergamasque - Tour du Stausee - Tour de Berne - 2e étape du Tour de Suisse - 1re et 22e étapes du Tour d'Espagne - 2e de la Semaine cycliste bergamasque - 8e du Tour de Lombardie - 1999 - 4e étape du Tour d'Autriche - Milan-Turin - 2e de Paris-Nice - 2e du Grand Prix de Plouay - Médaillé d'argent au championnat du monde sur route - 5e de la Coupe du monde - 6e du Tour des Flandres - 6e du Tour de Lombardie - 7e de Liège-Bastogne-Liège - 7e de l'Amstel Gold Race - 9e du Tour de Romandie - 2000 - Champion de Suisse sur route - 3e de la Clásica de Almería - 3e de l'Amstel Gold Race - 3e du Tour de Rhénanie-Palatinat - 10e du Tour des Flandres | - 2001 - 3e étape de Tirreno-Adriatico - Grand Prix de Francfort - 2e de la Clásica de Almería - 4e de l'Amstel Gold Race - 8e de Milan-San Remo - 9e de Liège-Bastogne-Liège - 2002 - 2e de la Clásica de Almería - 2e du Tour de la province de Lucques - 3e de Milan-San Remo - 3e du Regio-Tour - 2003 - 3e des Trois vallées varésines - 2004 - 2e du Grand Prix du canton d'Argovie - 9e de la Flèche wallonne - 10e de la Classique de Saint-Sébastien - 2005 - 3e du Grand Prix de Francfort - 3e de Coire-Arosa - 6e du Grand Prix de Plouay - 8e de Tirreno-Adriatico - 2006 - 7e étape de Paris-Nice - 2008 - Champion de Suisse sur route |

## Résultats sur les grands tours

### Tour de France
2 participations
- 2000 : 68e
- 2003 : 92e

### Tour d'Espagne
3 participations
- 1998 : 57e, vainqueur des 1re et 22e étapes,  maillot or pendant 2 jours
- 1999 : 30e
- 2001 : abandon (3e étape)

## Classements mondiaux
| Année                  | 2006 | 2007 | 2008 | 2009  |
| ---------------------- | ---- | ---- | ---- | ----- |
| Classement ProTour     | 175e |      | 97e  |       |
| Calendrier mondial UCI |      |      |      | 216e  |
| UCI America Tour       |      |      |      | 198e  |
| UCI Europe Tour        |      |      |      | 1190e |